# Amok
L'efecte amok, de vegades escrit amuk (del malai), és "un episodi sobtat d'atac enèrgic contra les persones o objectes, dut a terme en general per un sol individu, després d'un període de conscienciació. Tradicionalment s'ha considerat com una esdeveniment relacionat amb la cultura malaia, però ara es veu de cada vegada més com una conducta psicopatològica que pot passar arreu, a nombrosos països i cultures". La síndrome d'"Amok" es troba en el Diagnòstic i Manual Estadístic de Desordres Mentals (DSM-TR d'IV). La frase sovint és utilitzada de manera poc formal quan es descriu alguna esdeveniment o comportament que està salvatgement fora de control o que deriva en un estat de frenesia (p. ex., un gos que estripa el mobiliari de la sala d'estar podria ser qualificat d'"amok").

## Origen indonesi/ malai
L'amok té el seu origen a la paraula malaia/indonèsia mengamuk, que es pot traduir com “per fer una càrrega furiosa i desesperada”. Segons la cultura malaia/indonèsia, amok està arrelat en una creença espiritual profunda. Creien que l'amok era causat pel hantu belian, un esperit de tigre del mal que entrava al cos i causava actes atroços. Arran de la creença, la cultura indonèsia tolerava l'amok i tractava els efectes derivats sense retrets cap a l'agressor.
Encara que es fa servir comunament en un sentit col·loquial i menys violent, la frase està particularment associada amb una síndrome cultural sociopàtica en la cultura de Malàisia. En un cas típic de "córrer amok", un individu (sovint masculí), sense haver mostrat cap senyal prèvia d'ira o qualsevol inclinació a la violència, agafarà una arma (tradicionalment una espasa o daga, però actualment qualsevol varietat d'armes), i en una frenesia sobtada, intentarà matar o ferir greument qualsevol que trobi i a ell mateix. L'amok té lloc típicament en una àrea molt poblada. Els episodis d'amok d'aquesta mena normalment acaben amb l'atacant mort pels atacats o la gent que ho veu o directament amb el seu suïcidi, donant origen a teories que consideren l'amok com una forma de suïcidi intencional (suïci-assassint) en les cultures on el suïcidi està molt estigmatitzat. Els qui han corregut amok i no es suïciden o no són morts, en general perden la consciència després de la cursa d'amok, i en recobrar el coneixement, tenen amnèsia.

## Síndrome contemporània
El terme amok es fa servir per referir-se al comportament d'algú que, en un brot d'emoció forta, obté una arma i comença a atacar persones indiscriminadament, sovint amb múltiple morts. Un episodi d'amok pot ser provocat per un període de depressió o per un comportament agressiu intens.